# Hans J. Bär
Hans Julius Bär (* 26. September 1927 in Zürich; † 21. März 2011 ebenda; heimatberechtigt ebenda) war ein Schweizer Bankier.

## Leben
Hans J. Bär ist in Zürich und New York aufgewachsen. Nachdem er in den USA Ingenieurwissenschaften und Nationalökonomie studiert hatte, trat er 1947 in das Familienunternehmen Bank Julius Bär ein und wurde 1960 Partner. Von 1975 bis 1993 war Hans J. Bär Vorsitzender der Geschäftsleitung und von 1994 bis 1996 Präsident des Verwaltungsrates. Unter seiner Leitung ging die Gesellschaft 1980 an die Börse und wandelte sich so von einer Familiengesellschaft zu einer Publikumsgesellschaft.
In den 1990er-Jahren war er als Vertreter der Schweizer Banken Mitglied der ersten sog. Volcker-Kommission und half dabei den Konflikt um nachrichtenlose Vermögen zu lösen.
Hans J. Bär war auch kulturell engagiert, unter anderem als Präsident der Tonhalle-Gesellschaft (1982 bis 1992) und als Gründungspräsident der Zürcher Festspiele.
2004 erschienen unter dem Titel Seid umschlungen, Millionen. Ein Leben zwischen Pearl Harbor und Ground Zero seine Memoiren. Da er darin das Schweizer Bankgeheimnis kritisierte, warfen sie in der Schweiz und insbesondere in der Schweizer Bankenwelt grosse Wellen.
Hans J. Bär war 48 Jahre mit Ilse Bär-Kaelin (1920–2002) verheiratet, mit welcher er zwei Kinder hatte, Monique und Raymond. Sohn Raymond J. Bär (* 1959) war von 2003 bis 2012 Präsident des Verwaltungsrates der Bank Julius Bär, seit 2012 Ehrenpräsident.
Hans J. Bär verstarb am 21. März 2011 nach langer Krankheit im Alter von 83 Jahren in Zürich. Die Trauerfeier fand im Fraumünster statt.

## Werke (Auswahl)
- The Banking System of Switzerland. Dissertation, New York University, Buchdr. Neumann, 1951[10]
- Seid umschlungen, Millionen. Ein Leben zwischen Pearl Harbor und Ground Zero. Orell Füssli, Zürich 2004, ISBN 3-280-06041-9.